# Гулария
Гулария (непальск. गुलरिया) — город и муниципалитет на юго-западе Непала. Расположен в районе Бардия зоны Бхери Среднезападного региона страны.
Город находится в равнинном физико-географическом регионе Тераи, на границе с Индией, примерно в 35 км к западу от города Непалгандж и в 10 км к северу от железнодорожной станции Муртиха (на территории Индии). Высота города над уровнем моря составляет 142 м. Имеется автобусное сообщение с крупными городами страны.
По данным переписи 2011 года население муниципалитета составляет 55 747 человек, из них 27 972 мужчины и 27 775 женщин. Население говорит преимущественно на языках непали, авадхи и тхару.